# Campeonato Europeo de Tiro en 10 m de 2013
El XLIII Campeonato Europeo de Tiro en 10 m se celebró en Odense (Dinamarca) entre el 26 de febrero y el 2 de marzo de 2013 bajo la organización de la Confederación Europea de Tiro (ESC) y la Federación Danesa de Tiro Deportivo.
Las competiciones se realizaron en el Centro de Congresos de la ciudad danesa.

## Resultados

### Masculino
| Evento                            | Oro                                 | Plata                                       | Bronce                              |
| --------------------------------- | ----------------------------------- | ------------------------------------------- | ----------------------------------- |
| Rifle de aire 10 m (01.03)        | Sergey Richter Israel 207,3 pts.    | Vitali Bubnovich · Bielorrusia · 205,9 pts. | Juho Kurki · Finlandia · 182,1 pts. |
| Rifle de aire 10 m (equipos)      | Italia · 1872,5                     | Rusia · 1867,9                              | Bielorrusia · 1866,2                |
| Pistola de aire 10 m (02.03)      | Leonid Ekimov · Rusia · 199,2       | Anton Gurianov · Rusia · 198,6              | Pablo Carrera · España · 177,2      |
| Pistola de aire 10 m (equipos)    | Rusia · 1734                        | Serbia 1732                                 | Ucrania · 1730                      |
| Blanco móvil 10 m (27.02)         | Vladyslav Prianishnikov · Ucrania · | Łukasz Czapla · Polonia ·                   | Emil Martinsson · Suecia ·          |
| Blanco móvil 10 m (equipos)       | Finlandia · 1727                    | Rusia · 1717                                | Ucrania · 1710                      |
| Blanco móvil mixto 10 m (01.03)   | Emil Martinsson · Suecia · 385      | Vladyslav Prianishnikov · Ucrania · 384     | Maxim Stepanov · Rusia · 383        |
| Blanco móvil mixto 10 m (equipos) | Finlandia · 1131                    | Ucrania · 1130                              | Rusia · 1128                        |

### Femenino
| Evento                            | Oro                                  | Plata                              | Bronce                                |
| --------------------------------- | ------------------------------------ | ---------------------------------- | ------------------------------------- |
| Rifle de aire 10 m (02.03)        | Lisa Ungerank · Austria · 208,3 pts. | Martina Pica · Italia · 206,3 pts. | Živa Dvoršak Eslovenia 185,9 pts.     |
| Rifle de aire 10 m (equipos)      | Italia · 1242,9                      | Alemania · 1241,9                  | Austria · 1240,9                      |
| Pistola de aire 10 m (01.03)      | Céline Goberville Francia 201,5      | Marija Marović · Croacia · 198,3   | Viktoria Chaika · Bielorrusia · 178,2 |
| Pistola de aire 10 m (equipos)    | Serbia 1134                          | Ucrania · 1133                     | Alemania · 1130                       |
| Blanco móvil 10 m (27.02)         | Galina Avramenko · Ucrania ·         | Olga Stepanova · Rusia ·           | Yulia Eidenzon · Rusia ·              |
| Blanco móvil 10 m (equipos)       | Rusia · 1127                         | Ucrania · 1110                     | Alemania · 1058                       |
| Blanco móvil mixto 10 m (01.03)   | Galina Avramenko · Ucrania · 381     | Irina Izmalkova · Rusia · 378      | Daniela Vogelbacher · Alemania · 374  |
| Blanco móvil mixto 10 m (equipos) | Rusia · 1116                         | Ucrania · 1096                     | Alemania · 1052                       |

### Mixto
| Evento                 | Oro                                         | Plata                                    | Bronce                                      |
| ---------------------- | ------------------------------------------- | ---------------------------------------- | ------------------------------------------- |
| Pistola AIR 50 (02.03) | Alemania · Christian Reitz · Sandra Hornung | Serbia Damir Mikec Zorana Arunović       | Ucrania · Oleh Omelchuk · Galina Orlovskaya |
| Rifle AIR 50 (02.03)   | Francia Sandy Morin Valérian Sauveplane     | Rusia · Daria Vdovina · Sergéi Kruglov · | Austria · Lisa Ungerank · Bernhard Pickl ·  |

## Medallero
| Núm. | País        | Oro | Plata | Bronce | Total |
| ---- | ----------- | --- | ----- | ------ | ----- |
| 1    | Rusia       | 4   | 6     | 3      | 13    |
| 2    | Ucrania     | 3   | 5     | 3      | 11    |
| 3    | Italia      | 2   | 1     | 0      | 3     |
| 4    | Finlandia   | 2   | 0     | 1      | 3     |
| 5    | Francia     | 2   | 0     | 0      | 2     |
| 6    | Serbia      | 1   | 2     | 0      | 3     |
| 7    | Alemania    | 1   | 1     | 4      | 6     |
| 8    | Austria     | 1   | 0     | 2      | 3     |
| 9    | Suecia      | 1   | 0     | 1      | 2     |
| 10   | Israel      | 1   | 0     | 0      | 1     |
| 11   | Bielorrusia | 0   | 1     | 2      | 3     |
| 12   | Croacia     | 0   | 1     | 0      | 1     |
| 12   | Polonia     | 0   | 1     | 0      | 1     |
| 14   | Eslovenia   | 0   | 0     | 1      | 1     |
| 14   | España      | 0   | 0     | 1      | 1     |
|      | TOTAL       | 18  | 18    | 18     | 54    |